# Philippe Muyters
Philippe Muyters (Antwerpen, 6 december 1961) is een Belgisch Vlaams-nationalistisch politicus voor de N-VA.

## Biografie
Muyters is van Spaanse afkomst via zijn moeders kant en Belgische via zijn vaders kant. Hij is de broer van Serge Muyters, die korpschef van de Antwerpse politie werd. Muyters studeerde aan het Sint-Jan Berchmanscollege in Antwerpen, en behaalde aldaar in 1984 aan het UFSIA het licentiaatsdiploma in de Toegepaste Economische Wetenschappen. 
In 1985 ging Muyters aan de slag als economisch adviseur bij het Vlaams Economisch Verbond (VEV). In 1989 verhuisde hij naar Seghers Engineering, waar hij actief werd als directeur. In 1992 werd hij administrateur-generaal van de Sociaal-Economische Raad van Vlaanderen (SERV), het overlegorgaan van de Vlaamse sociale partners. In 1997 ging hij opnieuw aan de slag bij het VEV als directeur-generaal. In 2000 volgde hij er Mieke Offeciers-Van De Wiele op als gedelegeerd beheerder. Na de omvorming van het VEV (en het vormen van een alliantie met de acht regionale kamers van koophandel) tot Voka werd hij gedelegeerd bestuurder van deze organisatie. Deze functie oefende hij uit tot zijn intrede in de actieve politiek in juli 2009.
In juli 2009 werd Muyters als extraparlementair aangeduid als Vlaams minister van Financiën, Begroting, Werk, Ruimtelijke Ordening en Sport in de Vlaamse regering-Peeters II. Als minister van Sport werd hij in 2013 door zijn Europese collega's unaniem aangeduid als expert-minister bij het World Anti-Doping Agency (WADA). Hij zette zich ook achter een administratieve vereenvoudiging van de 'omgevingsvergunning'.
In juni 2010 werd hij vanop de 25e plaats op de kieslijst voor het Nederlands kiescollege met 44.282 voorkeurstemmen verkozen in de Senaat. Op 6 juli 2010 nam hij kort ontslag uit de Vlaamse Regering om vormelijk de eed af te leggen als senator. (Officieel bekleedde hij dit mandaat van 13 juni tot 9 juli 2010). Vervolgens liet hij zich onmiddellijk vervangen om opnieuw de eed af te leggen als Vlaams minister. Hij werd in de Senaat opgevolgd door Frank Boogaerts.
Begin 2012 kwam hij in opspraak door een door Marino Keulen openbaar gemaakte e-mail aan een burger waarin Muyters de oppositie (in die tijd Open Vld, Vlaams Belang, LDD en Groen) beschuldigde van de opgelopen vertraging van de hervormingen betreffende de Belasting op Inverkeerstelling (BIV). Hierop diende de voltallige oppositiepartijen een motie van wantrouwen tegen de Vlaamse minister van Begroting in. Een primeur voor het Vlaams Parlement. De oppositie haalde als argument aan dat het de zoveelste misstap van de N-VA-minister was en dat deze zich reeds meermaals bezondigd had aan een "minachting" voor het parlement. De motie werd verworpen.
Nog voor het stemmen van de motie kwam Muyters opnieuw in opspraak, ditmaal door een gelekte mail van een van zijn medewerkers. De lek zou komen van Bas Luyten. Het betrof een mail van een adviseur van zijn kabinet aan de N-VA-fractie in het Vlaams Parlement van januari 2010, waarin die medewerker suggereerde dat Muyters het parlement had voorgelogen over de begroting van 2009. De minister had toen net in de commissie Financiën moeten uitleggen waarom het gat in de begroting 200 miljoen euro groter was dan voorzien (1,2 miljard euro in plaats van 1 miljard euro). Muyters ontkende door te zeggen dat hij, toen hij de commissie inlichtte, al maatregelen had genomen om het voorspelde grotere gat in de begroting te vermijden. Uiteindelijk viel het gat toch nog groter uit dan voorzien. Hij zei dat zijn medewerker een beoordelingsfout had gemaakt.
Bij de Vlaamse verkiezingen van mei 2014 werd Muyters verkozen in het Vlaams Parlement, als lijstduwer van de N-VA-lijst voor de kieskring Antwerpen. Hij zetelde van 25 mei tot 25 juli 2014. Tevens was hij van 3 juli tot 25 juli 2014 deelstaatsenator in de Senaat. Daarna werd hij aangesteld als Vlaams minister van Werk, Economie, Innovatie en Sport in de Regering-Bourgeois I. In mei 2019 werd hij herkozen als Vlaams Parlementslid. Vervolgens werd hij opnieuw aangesteld als deelstaatsenator, wat hij bleef tot in februari 2021. Hij gaf zelf na de verkiezingen aan geen minister meer te willen blijven in de volgende Vlaamse regering. Toen de regering-Jambon in oktober 2019 aantrad, maakte hij daar dan ook geen deel meer van uit. Na het einde van zijn ministerschap werd hij als Vlaams Parlementslid actief rond de beleidsdomeinen financiën en begroting, buitenlandse handel, werk, economie, innovatie en sport. Sinds 2020 is hij ook lid van de Parlementaire Vergadering van de Raad van Europa.
Sinds de lokale verkiezingen van oktober 2012 is hij ook gemeenteraadslid van Edegem. Van januari 2013 tot eind februari 2021 was Muyters er  voorzitter van de gemeenteraad. In maart 2021 werd hij schepen van de gemeente, met de bevoegdheden Mobiliteit, Publiek Domein en Natuur. Na de verkiezingen van oktober 2024 keerde hij niet meer terug in het schepencollege. 
Bij de Vlaamse verkiezingen van juni 2024 werd Muyters opnieuw verkozen in het Vlaams Parlement. Hij werd er vervolgens aangesteld tot fractievoorzitter voor zijn partij.
Muyters zetelde tevens van 2021 tot 2024 in de raad van bestuur van voetbalclub Royal Antwerp FC. In 2022 werd hij tevens voorzitter van het Vlaams-Nederlands Huis deBuren.